# Philippinische Fußballnationalmannschaft der Frauen
Die philippinische Fußballnationalmannschaft der Frauen repräsentiert die Philippinen im internationalen Frauenfußball. Die Nationalmannschaft ist dem Fußballverband der Philippinen unterstellt und wird von Alen Stajcic trainiert. Die Auswahl nahm an zehn der bisher ausgetragenen Asienmeisterschaften teil, wobei die Spiele 1981 und 1983 von der FIFA nicht berücksichtigt werden. 2022 konnte sich die Mannschaft durch das Erreichen des Halbfinales mit einem Sieg im Elfmeterschießen gegen die taiwanische Fußballnationalmannschaft der Frauen erstmals für die WM-Endrunde 2023 qualifizieren.

## Turnierbilanz

### Weltmeisterschaft
| Jahr | Ergebnis           | Trainer      | Meiste Spiele                | Meiste Tore       |
| ---- | ------------------ | ------------ | ---------------------------- | ----------------- |
| 1991 | nicht teilgenommen |              |                              |                   |
| 1995 | nicht teilgenommen |              |                              |                   |
| 1999 | nicht qualifiziert |              |                              |                   |
| 2003 | nicht qualifiziert |              |                              |                   |
| 2007 | nicht qualifiziert |              |                              |                   |
| 2011 | nicht teilgenommen |              |                              |                   |
| 2015 | nicht qualifiziert |              |                              |                   |
| 2019 | nicht qualifiziert |              |                              |                   |
| 2023 | Vorrunde           | Alen Stajcic | 8 Spielerinnen mit 3 Spielen | Sarina Bolden (1) |
| Alle |                    |              | 8 Spielerinnen mit 3 Spielen | Sarina Bolden (1) |

### Asienmeisterschaft
- 1975 bis 1979: Nicht teilgenommen
- 1981: Gruppenphase
- 1983: Fünfter Platz
- 1986 bis 1989: Nicht teilgenommen
- 1991: Nicht qualifiziert
- 1993: Gruppenphase
- 1995: Gruppenphase
- 1997: Gruppenphase
- 1999: Gruppenphase
- 2001: Gruppenphase
- 2003: Gruppenphase
- 2006: Nicht qualifiziert
- 2008: Nicht qualifiziert
- 2010: Nicht teilgenommen
- 2014: Nicht qualifiziert
- 2018: Sechster Platz
- 2022: Halbfinale
- 2026: Qualifiziert

### Asienspiele
| - 1990 bis 2018: nicht teilgenommen - 2023: Vorrunde |

### AFF Meisterschaft
2022 konnte die philippinische Fußballnationalmannschaft der Frauen die AFF Women’s Championship gewinnen, an der ausschließlich Mannschaften aus Südostasien teilnehmen. Im Halbfinale wurde Vietnam mit 4:0 und im Finale Thailand mit 3:0 besiegt.

### Olympische Spiele
| - 1996: nicht teilgenommen - 2000: nicht qualifiziert - 2004: nicht qualifiziert - 2008: nicht qualifiziert | - 2012: nicht teilgenommen - 2016: nicht teilgenommen - 2020: nicht qualifiziert - 2024: nicht qualifiziert |

## Ehemalige Trainer
- Marlon Maro[2]
- Rolando Piñero[3]
- Glen Ramos
- Joel F. Villarino

## Kader
Siehe Fußball-Weltmeisterschaft der Frauen 2023/Philippinen

## Spiele gegen Nationalmannschaften deutschsprachiger Länder
Bisher gab es noch keine Spiele gegen Nationalmannschaften deutschsprachiger Länder.